# جيمس ميلن (رياضياتي)
جيمس إس ميلن (بالإنجليزية: James S. Milne)‏ هو رياضياتي نيوزيلندي متخصص في الهندسة الحسابية.